# Boulanides
Les Boulanides étaient la dynastie régnante du Khaganat Khazar.

## Histoire
La dynastie porte le nom de Bulan, qui est le fondateur de la dynastie.
La question de savoir si les dirigeants boulanides étaient des Beks ou des Khagans fait l'objet d'un débat. Plusieurs rois, tels que Bulan, Abdias, Benjamin, Aaron II et Joseph sont décrits comme dirigeant des armées, adoptant des lois, traitant avec des dignitaires étrangers et exerçant d'autres pouvoirs normalement associés aux Bek. La lettre de Schechter fait référence à Sabriel comme un non Khagan, mais pour brouiller davantage les choses, aucun co-dirigeant n'est attribué à aucun des dirigeants de la fin du IXe siècle ou du début du Xe siècle.
Certains érudits, tels que Mikhaïl Artamonov et Omeljan Pritsak, ont envisagé la montée des Boulanides comme un coup d'État progressif ou soudain contre la dynastie Ashina au pouvoir par un clan judaïsé apparenté. D'autres ont associé cet hypothétique coup d'État à la révolte des Kabars. Alternativement, il a été suggéré que les Khazars ont abandonné la double monarchie quelque temps après leur conversion au judaïsme et que les rois ultérieurs ont gouverné seuls.

## Récit du roi Joseph
Le roi Khazar Joseph a donné le récit suivant de la généalogie des Boulanides.
Depuis [l'époque de la conversion au judaïsme], lorsque mes pères sont entrés dans cette religion, le Dieu d'Israël a humilié tous leurs ennemis, soumettant tout peuple et toute langue autour d'eux, qu'ils soient chrétiens, musulmans ou païens. Personne n'a pu se tenir devant eux jusqu'à ce jour [vers 960]. Tous sont affluents. [Mais seulement une dizaine d'années plus tard, Joseph fut vaincu par les Russes, 969.] Après les jours de Bulan, surgit un de ses descendants, un roi Abdias du nom, qui réorganisa le royaume et établit la religion juive correctement et correctement. Il construisit des synagogues et des yeshivot, fit venir des érudits juifs et les récompensa avec de l'or et de l'argent. [Les savants juifs pourraient venir de Bagdad et de Constantinople .] Ils lui expliquèrent la Bible, la Mishna, le Talmud et l'ordre des services divins. Le roi était un homme qui vénérait et aimait la Torah. Il était l'un des vrais serviteurs de Dieu. Que l'Esprit Divin lui donne du repos ! Il fut remplacé par Ézéchias, son fils ; à côté de lui se trouvait Menassé, son fils ; à côté de lui se trouvait Hanoukka, le frère d'Abdias ; ensuite Isaac, son fils ; ensuite, son fils Zabulon ; puis son fils Moïse [dans certaines éditions, Menassé II ] ; puis son fils Nisi ; puis son fils Aaron Ier ; puis son fils Menahem ; puis son fils Benjamin ; puis son fils Aaron ; et moi, Joseph, fils d'Aaron le roi, je suis roi, fils de roi et descendant de rois. Aucun étranger ne peut occuper le trône de mes ancêtres : le fils succède au père. Cela a été notre coutume et celle de nos ancêtres depuis qu’ils existent. Que ce soit la volonté gracieuse de Celui qui nomme tous les rois que le trône de mon royaume perdure pour l'éternité.
La relation entre les Bulanides et les premiers khagans Khazars est inconnue, tout comme la question de savoir si les derniers dirigeants Khazars tels que David de Taman et Georgius Tzul peuvent être liés à ce clan.

## Généalogie
- Voir les Ashinas
  - Bulan, (v.700 - v.786), Khagan des Khazars vers 740;
    - N, (v.720 - ?);
      - Obadiah, (v.740 - 809), Khagan des Khazars vers 786;
        - Hezekiah, (v.758 - ?), Khagan des Khazars;
          - Manasseh, (v.780 - ?), Khagan des Khazars;

        - Zachariah, (v.759 - ?), Khagan des Khazars;
        - Hanukkah ben Obadiah, (v.760 - v.840), Khagan des Khazars;
          - Isaac, (v.778 - ?), Khagan des Khazars;
            - Zebulun, (v.797 - ?), Khagan des Khazars;
              - Manasseh II, (v.815 - ?), Khagan des Khazars;
                - Nisi ben Menasseh, (v.833 - ?), Khagan des Khazars;
                  - Aaron, (v.851 - ?), Khagan des Khazars;
                    - Menahem, (v.868 - ?), Khagan des Khazars;
                      - Benjamin, (v.886 - ?), Khagan des Khazars;
                        - Aaron, (v.905 - 940), Khagan des Khazars;
                          - Joseph, (v.920 - ap.965), Khagan des Khazars de 940 à 965;

                        - ? N, (v.915 - ?);
                          - ? David, (v.945 - 998), Khagan en 986:
                            - Georgius Tzul, (v.970 - 1016), Khagan des Khazars